# 요시카와 다쿠야
요시카와 다쿠야(일본어: 吉川 拓也, 1988년 9월 1일 ~ )는 일본의 전 축구 선수이다.

## 구단 경력
과거 카탈레 도야마, 츠바이겐 가나자와에서 활동하였다.